# Susanne Rau
Susanne Rau (née en 1969) est une historienne allemande et professeure d'université.

## Biographie

### Formation
Susanne Rau étudie la rhétorique, l'histoire et la romanistique à l'Université Eberhard Karl de Tübingen de 1990 à 1993. Elle poursuit à l'Université de Hambourg des études d'histoire, de français et de philosophie. Elle termine ses études en 1997 avec un Magister  artium (maîtrise d'art). Elle est ensuite, pendant trois ans, assistante de recherche à Hambourg en histoire moderne. Elle a obtenu son doctorat en 2001 avec une thèse intitulée Städtische Geschichtsschreibung und Erinnerungskultur im Zeitalter der Reformation und Konfessionalisierung in Bremen, Breslau, Hamburg und Köln (« historiographie urbaine et la culture de la mémoire à l'époque de la Réforme et de la confessionnalisation à Brême, Breslau, Hambourg et Cologne »). Elle rejoint ensuite l'Université technique de Dresde comme chercheuse au sein du "Sonderforschungsbereich" Institutionnalité et Historicité et obtient son habilitation en 2008. En 2009, Rau est nommée professeur d'histoire moderne à l'Université d'Erfurt  . Depuis l’automne 2018, elle est porte-parole du Centre d’études avancées en sciences humaines « Religion et urbanité » de la DFG.

### Séjours en France
Rau séjourne fréquemment en France à des fins de recherche et d'enseignement, par exemple en 2007 comme maître de conférences à l'Université Lumière-Lyon-II, et de 2008 à 2009 avec une bourse de recherche à l'Institut historique allemand de Paris. En 2009, elle est également professeur invité à la Fondation Maison des sciences de l'homme à Paris. La même année, son habilitation à diriger des recherches est validée aussi par l'Éducation nationale en France. Depuis 2011, elle est régulièrement professeur invité  à l'École normale supérieure de Lyon . 

## Prix et distinctions
- En 2015, elle est lauréate du Prix de la ville de Vienne pour la recherche en histoire urbaine[1].
- En 2017, elle reçoit le prix Gay-Lussac Humboldt.
- En 2023, elle reçoit les palmes académiques[2].

## Publications (sélection)
- « Urbanité (urbanitas, urbanity, urbanité, urbanità, urbanidad….) – Un essai », dans : Religion et Urbanité en ligne, Berlin, Boston 2020 (DOI 10.1515/urbrel.11276000).
- avec Benjamin Steiner : « Recherche spatiale, historique », dans : Friedrich Jaeger (éd.) : Encyclopédie des temps modernes en ligne, 2017 ( en ligne ).
- Räume der Stadt. Eine Geschichte Lyons 1300–1800, Espaces de la ville , Francfort/Main 2014.
- avec Benjamin Steiner : « Europäische Grenzordnungen in der Welt. Ein Beitrag zur Historischen Epistemologie der Globalgeschichtsschreibung », dans : Clio-online – Portail d’histoire européenne, 2013 (en ligne).
- Chambres. Concepts – Perceptions – Usages (= Introductions historiques, Vol. 14), Francfort/Main 2013, 2. éd. 2017 (traduction anglaise par Routledge : History, Space, and Place, Londres/New York 2019).
- « France », dans : Christophe Duhamelle, Bernd Klesmann et Matthias Schnettger (éd.) : Recherches sur l'histoire moderne en Europe. État des lieux et perspectives. Les premières recherches modernes en Europe. Lieux et perspectives, dans : discussions volume 12, (2015) en ligne.
- « L'urbanisation de la périphérie. Une histoire spatio-temporelle de Lyon depuis le XVIIIe siècle » , dans : Historical Social Research 38, 3 (2013), p. 150–175 (en ligne).
- « Lutherische Konfessionalisierung in Hamburg. Zur Verstetigung eines kulturellen Ordnungsmusters (ca. 1550-1750) » , Erfurt 2013 ( en ligne ).
- avec Ekkehard Schönherr : « Cartographie des relations spatiales, de leurs perceptions et de leur dynamique. La ville aujourd’hui et dans le passé », Notes de cours en géoinformation et cartographie, Cham 2014, p. 139–156.
- « Hamburg, die Hanse und Nordeuropa in der Chronik Adam Tratzigers. Zur Rolle der Hanse in der Geschichtsschreibung von Hansestädten » , dans : Volker Henn et Jürgen Sarnowsky (éd.) : Das Bild der Hanse in der städtischen Geschichtsschreibung des Mittelalters und der Frühen Neuzeit  (collection Hanseatic Studies, Vol. 20), Trèves 2010, p. 19–36.
- « Histoire et dénomination. Historiographie urbaine et culture de la mémoire à l'époque de la Réforme et de la confessionnalisation à Brême, Breslau, Hambourg et Cologne », Publications de Hambourg sur l'histoire de l'Europe centrale et orientale, vol. 9, Hambourg/Munich 2002.